# Културна антропологија
Културна антропологија је дисциплина унутар антропологије чији је предмет културна и друштвена средина људи и њен утицај на човеково понашање и мишљење. Она посебно проучава културне и друштвене институције, норме и обрасце понашања, начине живота, стилове подизања деце, затим магијске и религиозне обичаје и обреде, као и норме, вредности, мишљења и веровања који су типични за дату културу. Назива се још и социо-културна антропологија, која културну варијацију доживљава као подскуп постављене антрополошке константе. Аналоган термин социокултурна антропологија укључује културне и друштвене антрополошке традиције.
Антрополози су истакли да се кроз културу људи могу прилагодити свом окружењу на негенетски начин, тако да ће људи који живе у различитим срединама често имати различите културе. Велики део антрополошке теорије настао је у уважавању и интересовању за напетост између локалног (посебних култура) и глобалног (универзална људска природа, или мрежа веза између људи на различитим местима/околностима).
Културна антропологија има богату методологију, укључујући посматрање учесника (често се назива теренским радом јер захтева да антрополог проведе дужи временски период на локацији истраживања), интервјуе и анкете.

## Историјат
Антропологија је институционализована крајем XIX века у западно-европским земљама. На свом почетку, подразумевала је истраживање „егзотичних“, удаљених, не-европских заједница и њиховог целокупног начина живота. Крајем прве половине 20. века, антропологија се усмерава ка друштвима у којима је настала. У истом периоду се јављају бројне поддисциплине (антропологија политике, урбана антропологија, антропологија организација...).

## Методологија
Класични антрополошки метод је посматрање са учествовањем (назива се и теренски рад или етнографски рад). Такозвана опсервација са партиципацијом најчешће подразумева антропологов једногодишњи боравак међу људима које проучава и дељење њиховог начина живота. Након терена, антрополог/антрополошкиња пише студију у којој описује начин живота заједнице са којом је живела/живео.
Теоријски и аналитички, антропологија је данас јако развијена наука, која дели проблеме, кризе и методолошки апарат са многим другим друштвеним дисциплинама, попут социологије, психологије, студија културе, постколонијалних студија, студија рода, и тако даље.

## Теоријске основе

### Концепт културе
Једна од најранијих артикулација антрополошког значења појма „култура“ потиче од сер Едварда Тајлора који на првој страници своје књиге из 1871. пише: „Култура, или цивилизација, узета у њеном широком, етнографском смислу, је она сложена целина која укључује знање, веровање, уметност, морал, закон, обичаје и било које друге способности и навике које је човек стекао као члан друштва.“ Термин „цивилизација“ је касније уступио место дефиницијама које је дао В. Гордон Чајлд, при чему култура формира термин окриља, а термин „цивилизација“ постаје посебна врста културе.
Према Кеј Милтону, бившем директору антрополошких истраживања на Универзитету Квинс у Белфасту, култура може бити општа или специфична. То значи да култура може бити нешто примењено на сва људска бића или може бити специфична за одређену групу људи као што је афроамеричка култура или култура Ирске Америке. Специфичне културе су структурирани системи што значи да су организоване веома специфично и додавање или одузимање било ког елемента из тог система може га пореметити.

### Критика еволуционизма
Антропологија се бави животима људи у различитим деловима света, посебно у вези са дискурсом веровања и пракси. У решавању овог питања, етнолози су се у 19. веку поделили на две школе мишљења. Неки, попут Графтона Елиота Смита, тврдили су да су различите групе морале на неки начин учити једна од друге, колико год индиректно; другим речима, тврдили су да се културне особине шире са једног места на друго, или „дифундују”.
Други етнолози су тврдили да различите групе имају способност да независно стварају слична веровања и праксе. Неки од оних који су заговарали „независни проналазак“, попут Луиса Хенрија Моргана, додатно су претпоставили да сличности значе да су различите групе прошле кроз исте фазе културне еволуције (види и класични друштвени еволуционизам). Морган је, посебно, признао да одређени облици друштва и културе никако нису могли настати пре других. На пример, индустријска пољопривреда није могла бити измишљена пре једноставне пољопривреде, а металургија се не би могла развити без претходних процеса нетопљења који су укључивали метале (као што је једноставно теренско сакупљање или рударство). Морган је, као и други друштвени еволуционисти из 19. века, веровао да постоји више или мање уредан напредак од примитивног ка цивилизованом.
Антрополози 20. века углавном одбацују идеју да сва људска друштва морају проћи кроз исте фазе у истом редоследу, на основу тога што се такав појам не уклапа у емпиријске чињенице. Неки етнолози 20. века, попут Џулијана Стјуарда, уместо тога су тврдили да такве сличности одражавају сличне адаптације на слична окружења. Иако су етнолози из 19. века видели „дифузију“ и „независни проналазак“ као међусобно искључиве и конкурентске теорије, већина етнографа је брзо постигла консензус да се оба процеса дешавају и да оба могу вероватно објаснити међукултуралне сличности. Али и ови етнографи су указивали на површност многих таквих сличности. Они су приметили да су чак и особине које се шире путем дифузије често добијале различита значења и функције од једног друштва до другог. Анализе великих људских концентрација у великим градовима, у мултидисциплинарним студијама Роналда Дауса, показују како се нове методе могу применити на разумевање човека који живи у глобалном свету и како је то изазвано деловањем ваневропских нација, тако да истичу улогу етике у савременој антропологији.
Сходно томе, већина ових антрополога показала је мање интересовања за упоређивање култура, уопштавање о људској природи или откривање универзалних закона културног развоја, него за разумевање појединих култура у сопственим терминима тих култура. Такви етнографи и њихови студенти промовисали су идеју „културног релативизма“, гледиште да се веровања и понашања друге особе могу разумети само у контексту културе у којој је живела или живи.
Други, као што је Клод Леви-Штраус (на кога је утицала и америчка културна антропологија и француска Диркемовска социологија), тврдили су да наизглед слични обрасци развоја одражавају фундаменталне сличности у структури људске мисли (види структурализам). До средине 20. века, број примера људи који прескачу фазе, као што је прелазак од ловаца-сакупљача до постиндустријских услужних занимања у једној генерацији, био је толико велики да је еволуционизам 19. века био ефективно оповргнут.

### Културни релативизам
Културни релативизам је принцип који је као аксиоматичан у антрополошким истраживањима успоставио Франц Боас, и који су касније популаризовали његови студенти. Боас је први пут артикулисао ту идеју 1887. године: „...цивилизација није нешто апсолутно, већ је... релативна, и... наше идеје и концепције су истините само у мери у којој је наша цивилизација.” Иако Боас није сковао термин, постало је уобичајено међу антрополозима након Боасове смрти 1942. да изразе њихову синтезу бројних идеја које је Боас развио. Боас је веровао да је распон култура, који се може наћи у вези са било којом подврстом, толико огроман и продоран да не може постојати однос између културе и расе. Културни релативизам укључује специфичне епистемолошке и методолошке тврдње. Питање је да ли ове тврдње захтевају специфичан етички став или не. Овај принцип не треба мешати са моралним релативизмом.
Културни релативизам је делимично био одговор на западни етноцентризам. Етноцентризам може попримити очигледне облике, у којима се свесно верује да је дата народна уметност најлепша, да се најврлије вреднује, и да су та веровања најистинитија. Боас, који је првобитно био обучен у пољу физике и географије, и под јаким утицајем мисли Канта, Хердера и фон Хумболта, тврдио је да нечија култура може посредовати и тако ограничити нечију перцепцију на мање очигледне начине. Ово разумевање културе антропологе суочава са два проблема: прво, како избећи несвесне споне сопствене културе, које неизбежно чине пристрасним наше перцепције света и реакције на свет, и друго, како дати смисао непознатој култури. Принцип културног релативизма је тако приморао антропологе да развију иновативне методе и хеуристичке стратегије.
Боас и његови ученици су схватили да ће, ако желе да спроводе научна истраживања у другим културама, морати да користе методе које ће им помоћи да побегну од граница сопственог етноцентризма. Један такав метод је етнографски: у основи, они су се залагали за живот са људима друге културе у дужем временском периоду, како би могли да науче локални језик и да се барем делимично култивишу у тој култури. У овом контексту, културни релативизам је од фундаменталне методолошке важности, јер скреће пажњу на значај локалног контекста у разумевању значења појединих људских веровања и активности. Тако је 1948. Вирџинија Хејер написала: „Културна релативност, да то изразим најстрожом апстракцијом, наводи релативност дела према целини. Део добија свој културни значај својим местом у целини и не може задржати свој интегритет у другачијој ситуацији“.

## Познати представници
- Луис Хенри Морган,
- Бронислав Малиновски,
- Франц Боас,
- Маргарет Мид,
- Рут Бенедикт,
- Алфред Луис Кребер,
- Клод Леви-Строс,
- Мери Даглас,
- Едмунд Лич,
- Пјер Бурдје,
- Клифорд Герц,
- Мајкл Фишер,
- Џејмс Клифорд,
- Мерилин Стратхерн,
- Данијел Милер